# Oddział żandarmerii Junoszy
Oddział żandarmerii Junoszy – oddział żandarmerii narodowej Władysława Nowackiego-Kopaczyńskiego pseudonim Junosza, działający podczas powstania styczniowego na terenie województwa krakowskiego. 
Oddział Junoszy był oddziałem strzelców konnych zwanych też żandarmerią narodową, a przez Rosjan nazywani byli żandarmerią wieszającą. Oddziały żandarmerii formalnie nie podlegały władzom wojskowym, ale podlegały władzom cywilnym, czyli naczelnikom powiatowym, lub naczelnikom wojewódzkim. Początkowo oddział ten działał na terenie powiatu miechowskiego i stopnickiego. Od jesieni 1863 r. działał już na terenie całego województwa krakowskiego. 
Zadaniem tej formacji było ułatwienie funkcjonowania urzędnikom organizacji narodowej, wykonywanie wyroków na zdrajcach i szpiegach. Oddział ten zajmował się też dostarczaniem ochotników i rekrutów do powstańczych oddziałów, głównie do oddziału Karola Kality. Ponadto trudnił się obserwacją ruchów nieprzyjaciela i informowaniem o tym innych oddziałów powstańczych. W roli zwiadowczej działał głównie na rzecz oddziału Karola Kality i oddziału Zygmunta Chmieleńskiego. Pod koniec powstania działał bojowo i stoczył kilka potyczek. Oddział żandarmerii Nowackiego-Kopaczyńskiego został rozpuszczony przez dowódcę 8 maja 1864 r., czyli blisko miesiąc po aresztowaniu ostatniego dyktatora powstania Romualda Traugutta. W chwili rozpuszczania oddziału był to jedyny oddział powstańczy na terenie województwa krakowskiego.
Oddział składał się z 40–43 jeźdźców. Oficerami byli kapitan Władysław Nowacki-Kopaczyński oraz podporucznik Karol Olewiński. Oddział uzbrojony i wyposażony był na sposób kozacki. Na mundury składały się kurtki z sukna granatowego, kołnierze amarantowe, pantalony szerokie z lampasem amarantowym, czapki kepi, w skórzanych pochwach szaszki. 
Szlak bojowy:
- Potyczka pod Stawami
- Potyczka pod Motkowicami
- Bitwa w Bebelnie
- Bitwa pod Żeleźnicą
- Potyczka pod Pińczowem